# فرودگاه استاپلفورد

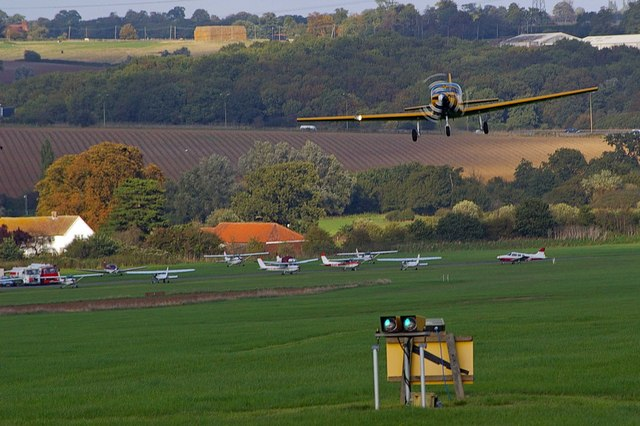
فرودگاه استاپلفورد

فرودگاه استاپلفورد (به انگلیسی: Stapleford Aerodrome) یک فرودگاه خصوصی است که یک باند فرود چمن و آسفالت insert دارد و طول باند آن ۱۰۷۷ متر است. این فرودگاه در کشور انگلستان قرار دارد و در ارتفاع ۵۶ متری از سطح دریا واقع شده است.